# Lyngby Volley
Lyngby Volley – duński klub siatkarski z Kongens Lyngby. Od sezonu 2010/2011 występuje w najwyższej klasie rozgrywkowej (Elitedivision).

## Rozgrywki krajowe
| Sezon     | Rozgrywki       | Osiągnięcie |
| --------- | --------------- | ----------- |
| 2000/2001 | Elitedivision   | 6. miejsce  |
| 2001/2002 | Elitedivision   | 9. miejsce  |
| 2003/2004 | Elitedivision   | 8. miejsce  |
| 2004/2005 | Elitedivision   | 6. miejsce  |
| 2005/2006 | Elitedivision   | 7. miejsce  |
| 2006/2007 | Elitedivision   | 9. miejsce  |
| 2007/2008 | 1. Division     | 4. miejsce  |
| 2008/2009 | 1. Division     | 4. miejsce  |
| 2009/2010 | 1. Division Øst | 1. miejsce  |

## Rozgrywki międzynarodowe
Klub Lyngby Volley nie występował dotychczas w europejskich pucharach.